# Casalotti
Casalotti è la quarantottesima zona di Roma nell'Agro romano, indicata con Z. XLVIII.
Il toponimo indica anche una frazione di Roma Capitale (zona "O" 12).
La zona prende il nome dalla via principale, via di Casalotti, nome dovuto probabilmente ai numerosi casali che erano presenti nel territorio, oppure, secondo il dizionario toponomastico romano, al nome di una osteria.

## Geografia fisica

### Territorio
Si trova nell'area nord-ovest di Roma, a ridosso ed esternamente al Grande Raccordo Anulare, sul lato nord di via Aurelia.
Circondato da colline verdeggianti, il centro della frazione di Casalotti (piazza Ormea e chiesa di S. Rita da Cascia) è situato a un'altitudine di circa 110 m s.l.m.
La zona confina:
- a nord-ovest con la zona Z. XLIX Santa Maria di Galeria[3]
- a nord-est con la zona Z. LI La Storta
- a est con la zona Z. L Ottavia[4] e i suburbi S. X Trionfale[5] e S. IX Aurelio[6]
- a sud-ovest con la zona Z. XLV Castel di Guido.[7]

### Clima
Il clima della zona risulta sensibilmente più rigido rispetto al centro della città di Roma, sia per l'altitudine maggiore a cui è posta, sia per la dispersione della cosiddetta "isola di calore" che interessa le zone centrali della città a causa delle distese di verde che lo circondano.
Le temperature minime sono mediamente di 2 gradi più basse (talvolta anche minori), mentre le massime sono circa le stesse, tranne che in estate; nei mesi estivi infatti le temperature difficilmente superano i 35°C grazie all'effetto della brezza di mare, più marcato che nel resto della città. Anche le rare precipitazioni nevose sono sensibilmente più marcate.

## Storia
La zona ad ovest del Vaticano è stata per molti secoli un'area prettamente rurale, sin dai tempi dell'Impero romano. A supporto della tesi vi sono ritrovamenti archeologici di una necropoli lungo la via di Boccea ed altre presenze nelle aree circostanti.
L'assenza di opere monumentali come in altre zone del suburbio dell'Urbe (ad esempio la via Appia) ha fatto sì che la zona fosse poco interessata dalle ricerche archeologiche e le notizie raccolte sono principalmente relative al percorso della via Cornelia, un'antica strada consolare oggi scomparsa ma che doveva seguire a grandi linee l'attuale percorso della via di Boccea. Lungo questo percorso era segnalato al IX miglio il Santuario di Santa Rufina e Seconda e la chiesa eretta sul luogo del martirio dei santi Mario, Marta, Audifax e Abacuc. Questi sono stati per molti secoli gli unici riferimenti presenti nelle carte geografiche relative alla zona.
Alla carenza documentaria sopperiscono in parte i rinvenimenti occasionali avvenuti per lo sviluppo edilizio della zona nel XX secolo. Gli studiosi ipotizzano il sorgere tra il VI e il III secolo a.C., di piccole fattorie e villaggi, riorganizzati già in epoca tardo-repubblicana e che si conservano anche nel periodo imperiale, con una produzione agricola destinata principalmente al mercato dell'Urbe. Questa fase sembra proseguire gradualmente fino al V secolo d.C., dopodiché si evidenziano accorpamenti di fondi e abbandono di interi abitati.
Negli anni 30 del XX secolo venne rinvenuto sulla via di Casalotti un mosaico a soggetto marino raffigurante dei Tritoni e delle Nereidi facente parte di un ambiente termale, un deposito di dolia e delle strutture murarie, una necropoli e una cisterna che facevano pensare ad un abitato stabile. Il sito attuale, frutto di successivi scavi archeologici, presenta una villa romana abitata in varie epoche, con una prima fase di epoca repubblicana su cui si appoggiò l'attuale villa dell'età imperiale.
Tutta la zona fu abbandonata a seguito della fine dell'Impero Romano e per molti secoli ha fatto parte del vasto Agro Romano, con coltivazioni sparse e costruzioni rurali. Nuove rilevanze archeologiche sono venute alla luce a partire dal 1994, quando vennero eseguiti degli scavi preventivi in vista dell'edificazione di un nuovo complesso residenziale. Sono state rinvenute cisterne, delle strutture abitate e delle sepolture che testimoniano ulteriormente la presenza stanziale nei primi secoli dopo Cristo.
Nel maggio del 1944, il piccolo abitato di Casalotti venne distrutto dai bombardamenti alleati insieme alla vicina Grottarossa, durante l'avanzata degli stessi Alleati per cacciare i contingenti tedeschi ivi dislocati.
Il vero e proprio sviluppo edilizio risale agli anni sessanta e settanta del XX secolo, quando numerose imprese edili private iniziarono a costruire la parte più antica, ovvero la piazza Ormea e tutta l'area vicino alla via di Boccea. Tuttora la zona è ancora in fase di espansione, soprattutto verso Selva Candida e verso Casal Selce. Con gli anni duemila nella zona, che per decenni ha sofferto grossi problemi di traffico, sono stati eseguiti interventi che hanno riqualificato l'area e parzialmente decongestionato il flusso veicolare. Proprio in seguito all'avvio di questi lavori sono stati rinvenuti dei tratti di strada romana, che gli studiosi identificano con l'antica Via Cornelia, ed una necropoli etrusca.

## Monumenti e luoghi d'interesse

### Architetture civili
- Castrum Buccejae, su via Boccioleto. Fortificazione medievale dell'XI-XII secolo. 41.965831°N 12.312631°E
- Casale di Boccea, su via di Boccea altezza via di Boccioleto. Casale del XV secolo. 41.963488°N 12.314706°E
- Castello di Porcareccia, su piazza Castello di Porcareccia. Borgo medioevale con alcuni casali del XVI secolo.
- Casale Cavallari, su via della Storta. Casale del XIX secolo. 41.957503°N 12.360228°E
- Centro di sperimentazione Ente Nazionale per la Cellulosa e la Carta, su via di Casalotti. Edifici del XX secolo (1953). 41.91719°N 12.360989°E

Progetto dell'architetto Ugo Luccichenti.

### Architetture religiose

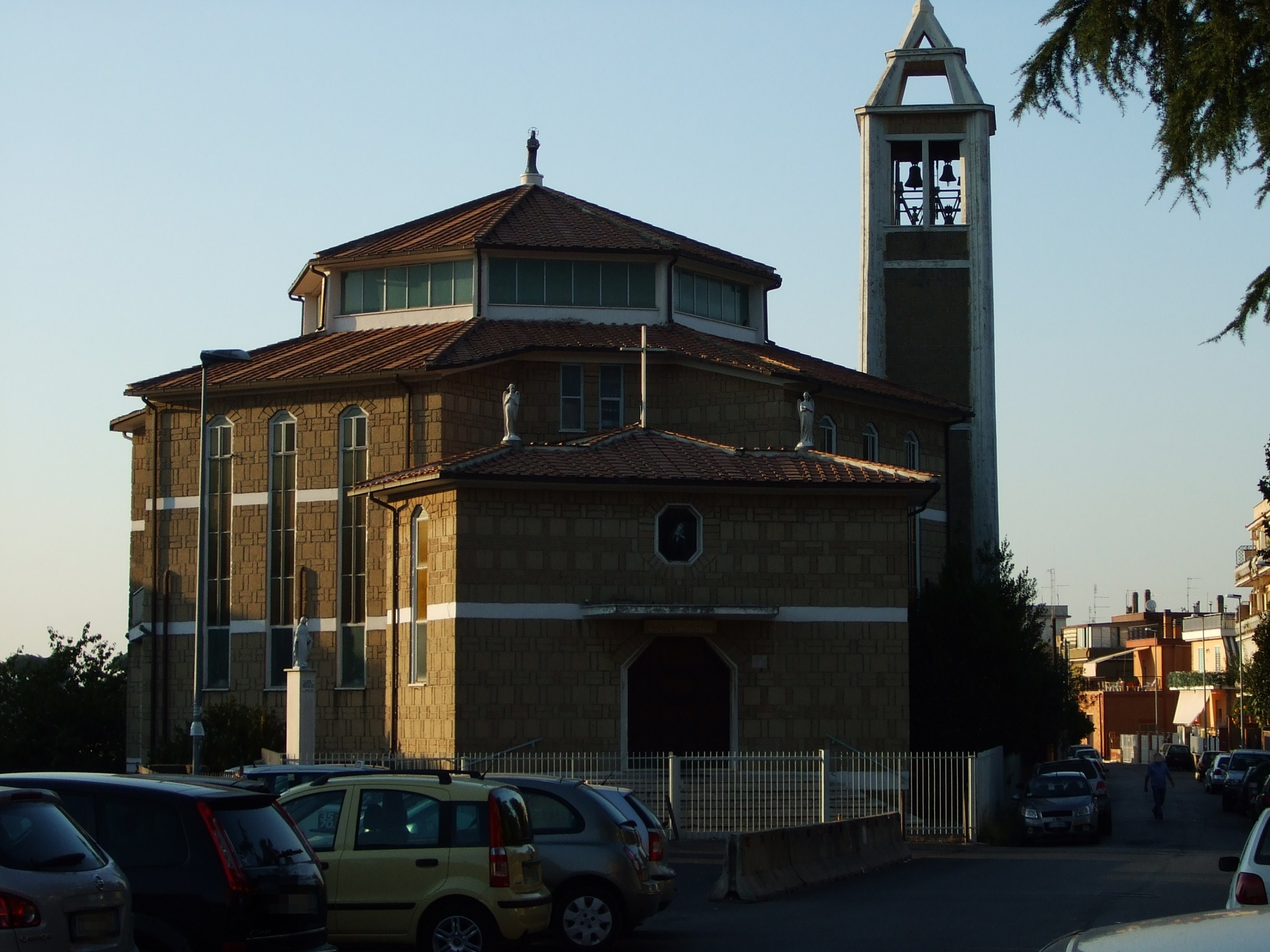
Chiesa di Santa Rita da Cascia

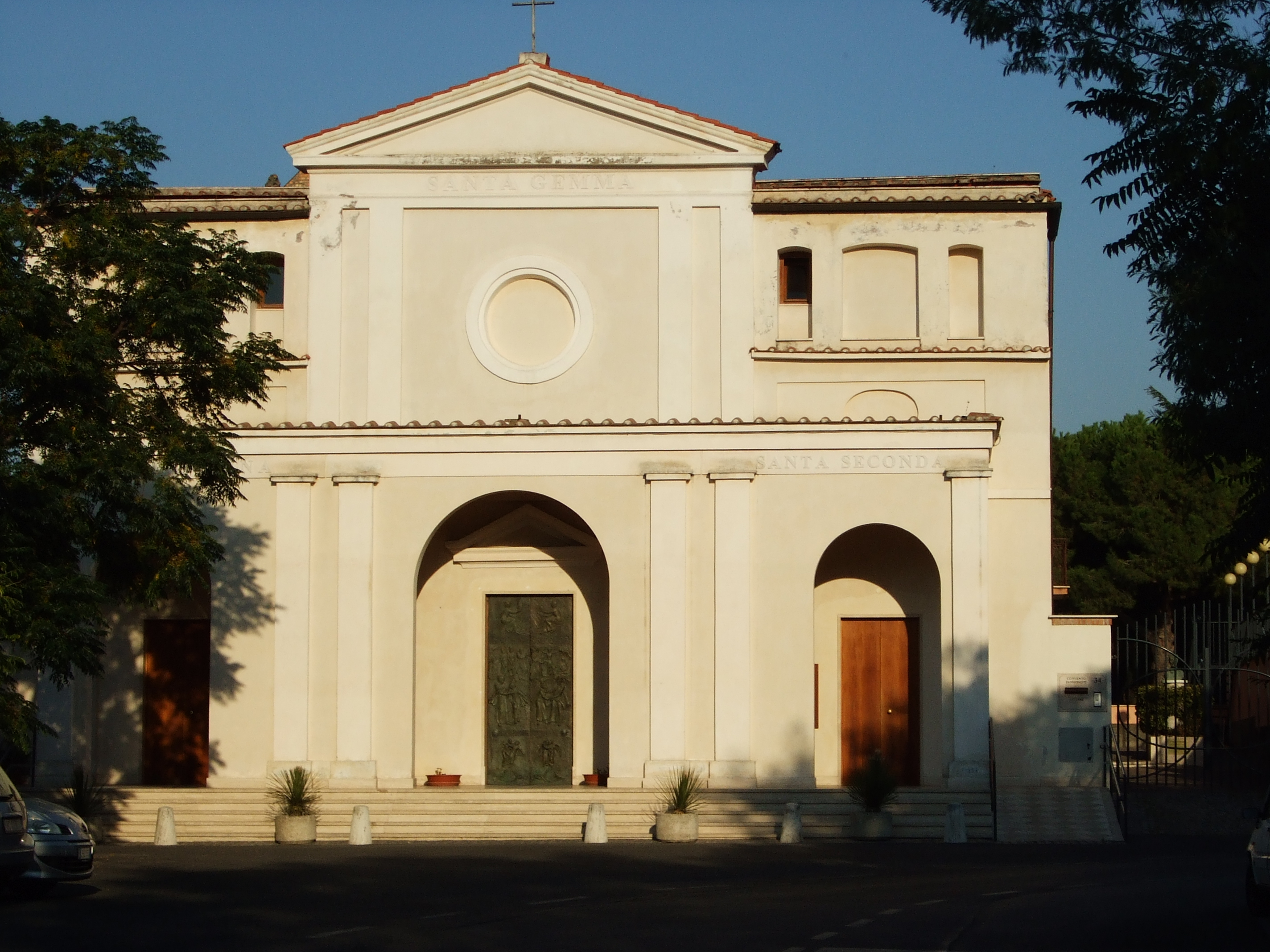
Chiesa di Santa Gemma Galgani

Tutte le chiese cattoliche di Casalotti fanno parte della diocesi suburbicaria di Porto Santa Rufina.
- Chiesa di Santa Maria, su piazza Castello di Porcareccia, all'interno del castello. Chiesa del XVII secolo (1693).
- Chiesa dei Santi Mario e Marta, su via di Boccea. Chiesa del XVIII secolo (1778). 41.963047°N 12.314926°E

Progetto di Giuseppe Viventi, sculture interne di Virginio Bracci.
- Chiesa di Santa Maria di Loreto, su via di Boccea. Chiesa del XX secolo. 41.957944°N 12.312813°E
- Chiesa di Santa Maria di Nazareth, su via di Boccea. Chiesa del XX secolo (1960). 41.918102°N 12.378914°E. Nuova chiesa parrocchiale dedicata il 4/7/2015 da Mons. Gino Reali Vescovo di Porto - S. Rufina. Chiesa ricavata dal vecchio teatro dell'edificio.
- Chiesa di Santa Rita da Cascia, su vicolo di Casalotti. Chiesa del XX secolo. 41.916492°N 12.36856°E
- Chiesa di Santa Gemma Galgani, sede della Parrocchia Sante Rufina e Seconda, su piazza Castello di Porcareccia. Chiesa del XX secolo (1950-54).
- Cappella della Madonna del Rosario, su largo Ines Bedeschi. Cappella del XX secolo. 41.943366°N 12.370198°E
- Collegio Internazionale di Terra Santa ora Convento dei Frati Francescani dell'Immacolata, su via di Boccea. Edifici del XX secolo (1960). 41.918102°N 12.378914°E
- Curia Generalizia dei Fratelli Cristiani d'Irlanda, su via della Maglianella. Edifici del XX secolo (1970). 41.914081°N 12.380378°E

Progettati nel periodo 1970-71 dagli architetti Julio Lafuente e Gaetano Rebecchini.
- Santuario di Schönstatt, su via Santa Gemma. Santuario del XXI secolo (2004). 41.924947°N 12.365898°E
- Chiesa dei Santi Martiri di Selva Candida, su via Santi Martiri di Selva Candida. Chiesa del XXI secolo (2000-05). 41.949993°N 12.376559°E

Progetto dell'architetto Lucio Passarelli. Sede della parrocchia della Natività di Maria Santissima.

### Siti archeologici
- Villa romana di via Casalotti, su via di Casalotti angolo via Borgo Ticino. Villa del II secolo.[13] 41.916384°N 12.373491°E

Villa con parte residenziale, terma e parte produttiva. È stata rinvenuta casualmente nel 1930 durante dei lavori agricoli. I successivi scavi della Sovrintendenza hanno messo in luce un deposito di recipienti di terracotta (dolium) e un ambiente termale. Gli scavi sono stati ripresi poi nel periodo 1983-85 e nel 2000. La villa risulta utilizzata fino al IV secolo.

### Aree naturali
- Monumento naturale Parco della Cellulosa, sul lato sinistro del fiume Arrone.
- Monumento naturale Tenuta di Mazzalupetto - Quarto degli Ebrei.

### Altro

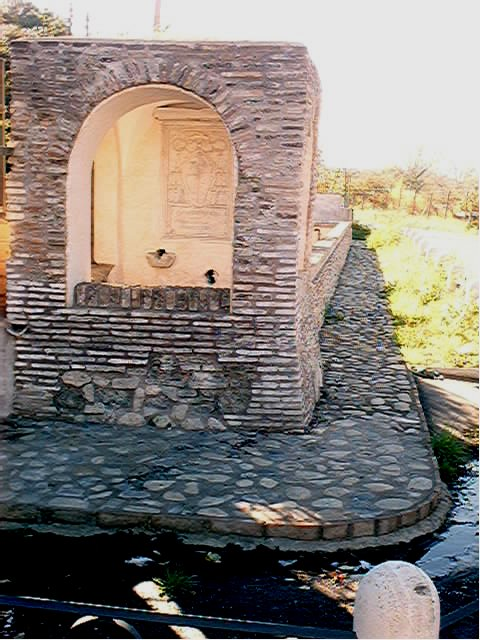
Fontana delle Carrozze

- Fontana delle Carrozze, in via di Boccea, località "La zoppa".

## Cultura
- Istituto comprensivo Via Ormea, su via Ormea. L'istituto comprende quattro plessi distribuiti nel territorio di Casalotti su due edifici (il terzo si trova nel suburbio Aurelio e il quarto nel suburbio Trionfale):[14]
  - Plesso via Ormea, ex Carlo Goldoni (scuola secondaria di primo grado). 41.916569°N 12.369311°E
  - Plesso via Casalotti, ex Livio Tempesta (scuola secondaria di primo grado). 41.916038°N 12.372458°E
  - Plesso via Cornelia (scuola primaria), nel suburbio Aurelio. 41.906686°N 12.394449°E
  - Plesso via Orbassano (scuola dell'infanzia e primaria), nel suburbio Trionfale. 41.916397°N 12.386251°E
- Istituto comprensivo Via Boccea, su via Boccea. L'istituto comprende quattro plessi distribuiti nel territorio di Casalotti su due edifici (il terzo e il quarto si trovano nella zona Castel di Guido):[15]
  - Plesso via Boccea (scuola dell'infanzia, primaria e secondaria di primo grado). 41.916569°N 12.369311°E
  - Plesso Tenuta San Mario (scuola dell'infanzia e primaria), su via di Boccea.
  - Plesso Castel di Guido (scuola dell'infanzia e primaria), su via Gaetano Sodini (Castel di Guido, via Aurelia km 20).
  - Plesso Pantan Monastero (scuola dell'infanzia e primaria).
- Scuola dell'infanzia e primaria Alfredo Bajocco 259, su via di Casalotti. 41.914078°N 12.364463°E
- Scuola dell'infanzia e primaria Alfredo Bajocco 85, su via di Casalotti. 41.916038°N 12.372458°E

## Geografia antropica

### Urbanistica
Nel territorio di Casalotti si estendono le zone urbanistiche 18E Casalotti di Boccea, 18F Boccea e 19G Castelluccia e le aree urbane di Selva Candida e Selva Nera (PdZ B16).

### Suddivisioni storiche
Del territorio di Casalotti fanno parte le frazioni di Pantan Monastero e Monte dell'Ara-Valle Santa.

### Odonimia
Le strade di Casalotti sono, per la maggior parte, dedicate ai comuni piemontesi.

## Galleria d'immagini

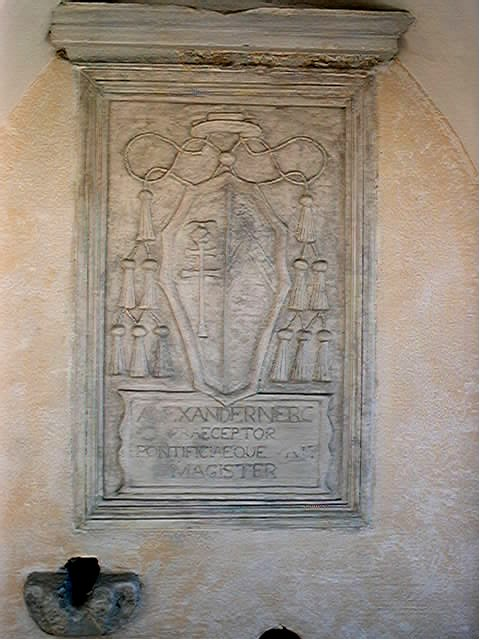
Stemma fontana
Campanile di Santa Rita

## Società sportive

### Atletica leggera
Dal 1993 è attiva in zona Casalotti la società Podistica Casalotti la quale, ogni anno, nella prima domenica di giugno, in collaborazione con il Comitato di Quartiere, organizza la Maratonina del Ferro di Cavallo, corsa podistica amatoriale di circa 12 chilometri.

### Calcio
La società sportiva più importante in ambito calcistico è l'A.S.D. Casalotti (nata nel 2005 e promossa in Promozione Laziale per la stagione 2008/09) che, dopo il fallimento della A.S. Casalotti (arrivata fino in C2), è la sua diretta continuatrice ed anche la squadra più rappresentativa di Casalotti.
Nel 2010, per volontà di alcuni ragazzi della borgata, nasce l'A.S.D. Atletico Casalotti, con la funzione di riunire ragazzi della zona e ritornare a giocare a calcio divertendosi. Milita nel girone D della seconda categoria laziale.
Nella Parrocchia Ss. Rufina e Seconda (Chiesa di Santa Gemma), ha sede l'A.S.D Santa Gemma.

### Pallacanestro
- Uisp XVIII Roma che, nel campionato 2019-2020, milita nel campionato maschile di Serie C Silver.[16]